# Junkopia

Junkopia est un court métrage expérimental réalisé par Chris Marker et sorti en 1981, récompensé lors de la 8e cérémonie des César.
Il a été intégré à l'exposition zapping zone présentée au Centre Pompidou.

## Synopsis
La mer rejette des objets sur une plage près de San Francisco, avec lesquels des artistes improvisent quelques sculptures éphémères : un avion à hélices, un kangourou, ou un vaisseau spatial rudimentaire.

## Fiche technique
- Réalisation : Chris Marker
- Production :  Argos Films
- Son : Michel Commo
- Lieu de tournage : Emeryville, Californie
- Durée : 6 minutes
- Date de sortie : 1981

## Distribution
- Arielle Dombasle : voix

## Distinctions
- 1983 : César du meilleur court métrage documentaire